# Economia atòmica

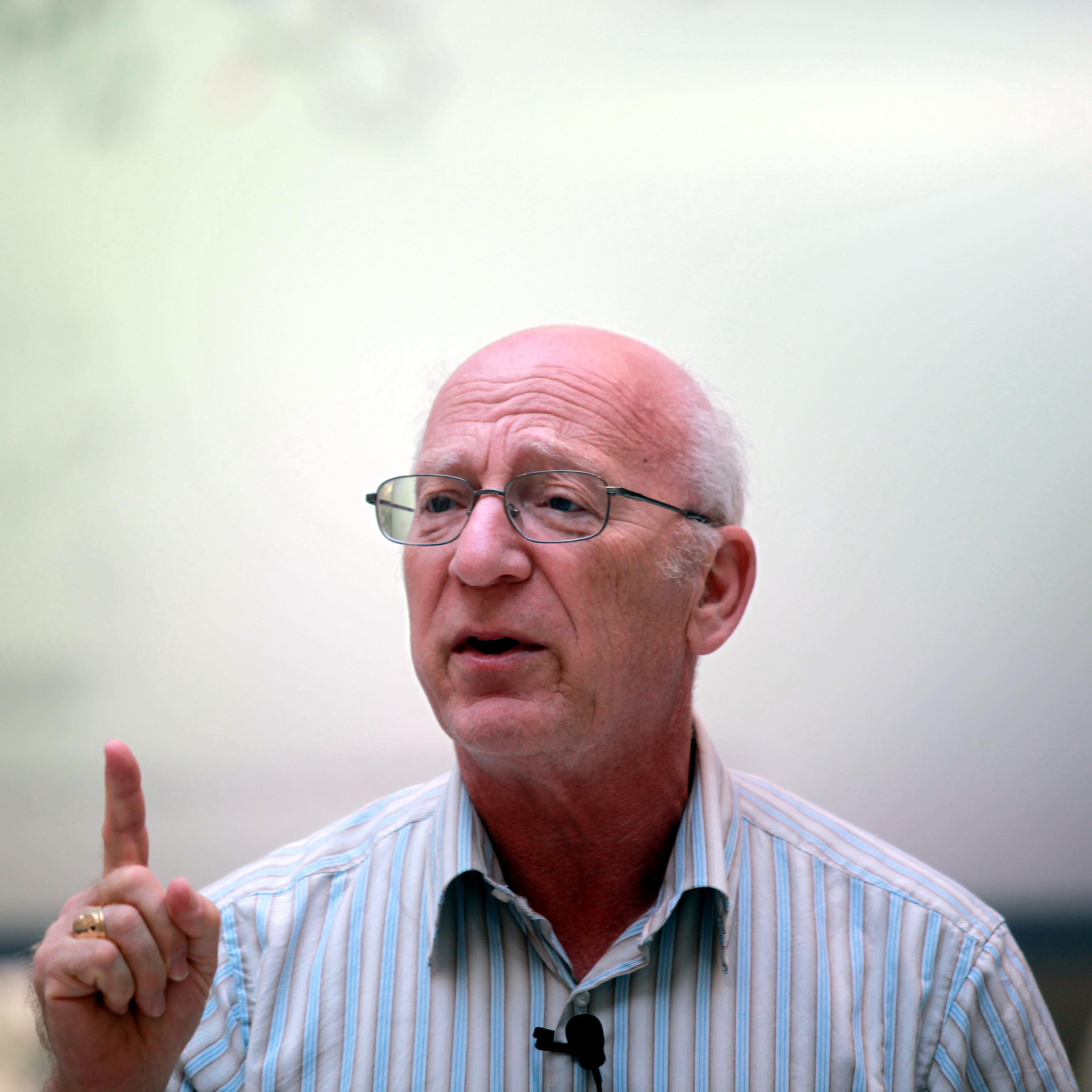
Barry M. Trost.

L'economia atòmica, o eficiència atòmica o estalvi atòmic, és un paràmetre que mesura el percentatge d'àtoms dels reactius químics que passen a formar part del producte útil d'una reacció química. Es calcula a partir de la relació de la massa molecular del producte útil {\displaystyle M_{r}(p.u.)}, el compost químic que interessa obtenir, i de la suma de les masses moleculars dels reactius {\displaystyle \sum M_{r}(r)}, expressat en percentatge:
{\displaystyle EA(\%)={\frac {M_{r}(p.u.)}{\sum M_{r}(r)}}\cdot 100}Per exemple, en el següent procés, constituït per tres reaccions químiques, es vol obtenir el producte {\displaystyle R}. Els reactius químics són {\displaystyle A,B,C} i {\displaystyle D}. Els composts {\displaystyle P} i {\displaystyle Q} són alhora productes i reactius, i no es compten. {\displaystyle X,Y} i {\displaystyle Z} són residus perquè són productes de reaccions que no es reutilitzen. {\displaystyle \nu _{A}}... són els coeficients estequiomètrics de cada compost.
{\displaystyle {\ce {\nu_{A}A + \nu_{B}B -> \nu_{P}P + \nu_{X}X}}}{\displaystyle {\ce {\nu_{P}P + \nu_{C}C -> \nu_{Q}Q + \nu_{Y}Y}}}{\displaystyle {\ce {\nu_{Q}Q + \nu_{D}D -> \nu_{R}R + \nu_{Z}Z}}}
El càlcul de l'economia atòmica en aquest cas és:{\displaystyle EA(\%)={\frac {\nu _{R}M_{r}(R)}{\nu _{A}M_{r}(A)+\nu _{B}M_{r}(B)+\nu _{C}M_{r}(C)+\nu _{D}M_{r}(D)}}\cdot 100}
L'economia atòmica és un paràmetre introduït el 1991 pel químic estatunidenc Barry M. Trost (1941), i permet mesurar la sostenibilitat d'un procés químic dins l'àmbit de la química verda.

Fórmula estructural de l'(R)-ibuprofèn.

Un exemple clàssic és el cas de l'ibuprofèn, un dels analgèsics d'àmplia utilització junt amb l'aspirina i el paracetamol. La síntesi tradicional de l'ibuprofèn fou desenvolupada i patentada per la farmacèutica Boots durant la dècada del 1960. Es tracta d'un procés que consta de sis etapes:
L'economia atòmica en aquesta reacció és del 40 % segons el càlcul següent:
{\displaystyle EA(\%)_{Boots}={\frac {M_{r}(p.u.)}{\sum M_{r}(r)}}\cdot 100={\frac {206}{514,5}}\cdot 100=40\%}

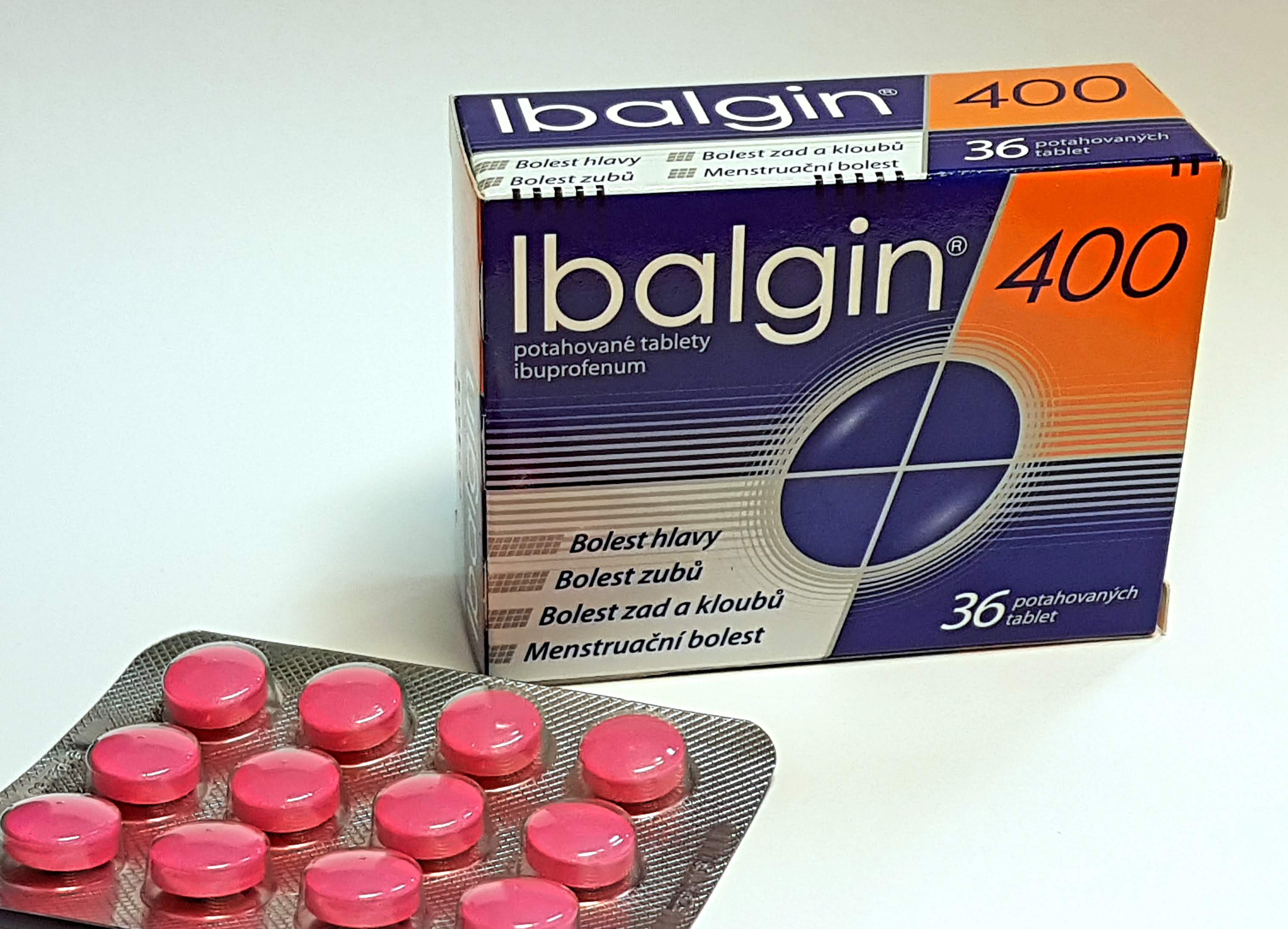
Ibuprofèn en pastilles.

Davant el cost energètic i de matèries primeres que suposa aquesta síntesi en sis etapes, la complexitat dels processos de separació de l'ibuprofèn dels residus del procés, així com el cost addicional del reciclatge o la gestió dels residus, les empreses Boots i Hoechst Celanese dissenyaren una nova síntesi de l'ibuprofèn en només tres etapes. En aquest procés la majoria dels àtoms que constitueixen els reactius passen a formar part de l'ibuprofèn, cosa que minimitza la quantitat de residus i suposa una major economia d'àtoms respecte al procés tradicional, com es pot veure a l'esquema següent.
L'economia atòmica en aquest procés és del 77 %:
{\displaystyle EA(\%)_{BHC}={\frac {M_{r}(p.u.)}{\sum M_{r}(r)}}\cdot 100={\frac {206}{266}}\cdot 100=77\%}